# Dietrich von Elsass

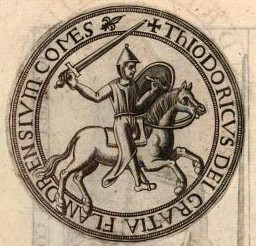
Zeitgenössisches Siegel (Nachzeichnung)

Dietrich von Elsass (ndl. Diederik van de Elzas, frz. Thierry d’Alsace, * um 1099; † 4. Februar 1168) war von 1128 bis zu seinem Tod Graf von Flandern.
Er war der jüngste Sohn von Herzog Dietrich II. von Lothringen und Gertrude von Flandern.

## Leben

### Machtkampf in Flandern
Nach dem Mord an seinem Cousin Karl dem Guten im Jahr 1127 beanspruchte Dietrich die Grafschaft Flandern für sich, aber Wilhelm Clito wurde stattdessen Graf, dank der Unterstützung von König Ludwig VI. von Frankreich. Jedoch machte sich Wilhelm mit seiner Politik sehr unbeliebt und am Ende des Jahres erkannten Brügge, Gent, Lille und Saint-Omer Dietrich als einen Gegengrafen an und Dietrich zog gegen Wilhelm in die Schlacht. Ludwig VI. ließ ihn durch den Erzbischof von Reims exkommunizieren und Ludwig begann Lille zu belagern, musste sich aber zurückziehen, als Heinrich I., Wilhelms Onkel, seine Unterstützung für Dietrich ankündigte. Trotzdem wurde Dietrich in Tielt und Oostkamp geschlagen und floh nach Brügge. Von dort musste er allerdings auch fliehen und ging dann nach Aalst, wo er bald von Wilhelm, Gottfried dem Bärtigen und Ludwig VI. belagert wurde. Die Stadt sollte gerade eingenommen werden, als Wilhelm am 27. Juli 1128 fiel. Dietrich war nun alleiniger Beansprucher des Landes.
Dietrich baute seine Regierung in Gent auf und wurde jetzt von allen flämischen Städten anerkannt. König Heinrich veranlasste englische Grundbesitzer von Gütern in Flandern, ihm die Treue zu schwören. Dietrich selbst schwor König Ludwig nach 1132 Treue, um die französische Unterstützung gegen Balduin IV. von Hennegau zu gewinnen, der seine Ansprüche auf Flandern geäußert hatte.

### Erste Reise ins Heilige Land
1133 starb seine erste Gattin Swanhild, die ihm eine Tochter hinterließ. 1139 ging er auf Pilgerreise ins Königreich Jerusalem und heiratete Sibylle von Anjou, Tochter von Fulko von Jerusalem und Witwe von Wilhelm Clito, eine sehr prestigereiche Ehe. Dies war die erste von Dietrichs Pilgerreisen, er unternahm insgesamt vier ins Heilige Land. Er kehrte später nach Flandern zurück, um eine Revolte in der Grafschaft Niederlothringen niederzuschlagen, das zu der Zeit von Gottfried III. von Brabant regiert wurde.

### Zweite Reise ins Heilige Land
Dietrich ging 1147 erneut während des Zweiten Kreuzzuges ins Heilige Land. Dabei war er am 31. März 1146 in Vézelay zugegen, als dort das französische Königspaar nach einer Predigt Bernhards von Clairvaux das Kreuz nahm. Dietrich führte die Überquerung des Flusses Mäander in Anatolien und kämpfte 1148 in der Schlacht von Antalya. Nach seiner Ankunft im Kreuzfahrerstaat nahm er am Konzil von Akkon teil, wo die schicksalhafte Entscheidung zum Angriff auf Damaskus gefällt wurde. Er nahm an der Belagerung von Damaskus teil, die vom Halbbruder seiner Frau, Balduin III. von Jerusalem, geführt wurde. Mit der Unterstützung von Balduin, Ludwig VII. von Frankreich und Konrad III., erhoffte er Damaskus als eigenes Lehen zu erhalten. Dies stieß allerdings bei den Baronen Outremers auf Ablehnung, die den Angriff auf Damaskus zuvor schon abgelehnt hatten, da es bis dahin mit den Christen verbündet gewesen war. Die Belagerung musste nach wenigen Tagen erfolglos abgebrochen werden und alle Parteien kehrten nach Hause zurück.

### Kampf gegen Hennegau und Heiratspolitik
Während seiner Abwesenheit war Balduin IV. von Hennegau in Flandern eingefallen und hielt Artois besetzt. Sibylla hingegen reagierte darauf, indem sie Hennegau besetzte. Der Bischof von Reims trat ein und ein Vertrag wurde unterzeichnet. Als Dietrich 1150 zurückkehrte, schloss er mit Balduin in Bouchain Frieden mit Hilfe von Graf Heinrich I. von Namur und Heinrich, Bischof von Lüttich. Laut den Bedingungen für den Frieden musste Dietrich seine Tochter Margarete mit dem Sohn Balduins IV., dem zukünftigen Balduin V. verheiraten.
1156 verheiratete Dietrich seinen ältesten Sohn mit Elisabeth von Vermandois, Tochter und Erbin von Raoul I. von Vermandois.

### Dritte Reise ins Heilige Land
1156 kehrte er ins Heilige Land zurück, diesmal begleitete ihn seine Frau. Er nahm an der Belagerung des von einem Erdbeben beschädigten Schaizar teil, aber die Festung blieb schließlich in der Hand der Muslime. Während der Belagerung brach ein Streit zwischen Dietrich und Rainald von Chatillon um die Burg aus. Dietrich wollte sie in Besitz nehmen, allerdings beanspruchte Rainald für sie die Lehnshoheit als Fürst von Antiochia. Da aber Dietrich dem von niederer Herkunft stammenden Rainald nicht huldigen wollte, verzichtete er auf Shaizar. Anschließend nahm er bei der Eroberung von Apameia und Harenc teil.
1159 kehrte Dietrich nach Flandern zurück, allerdings ohne seine Frau, die im heiligen Land blieb um Nonne im Konvent von St. Lazarus in Bethanien zu werden. Während seiner gesamten Abwesenheit hatte sein ältester Sohn Philipp das Land regiert und blieb nach seiner Rückkehr Mitherrscher.

### Vierte Reise ins Heilige Land
1164 kehrte Dietrich noch einmal ins Heilige Land zurück. Er begleitete König Amalrich I., einen weiteren Halbbruder von Sibylle, nach Antiochia und Tripolis. 1166 kehrte er zurück und übernahm eine Dattelpalme in sein Siegel, mit einer Lorbeerkrone auf der Rückseite.

## Tod
Er starb am 4. Februar 1168 und wurde in der Abtei von Watten, zwischen Saint-Omer und Gravelines, begraben. Seine Herrschaft war ruhig und friedlich gewesen, und in diesen Jahren begann die Regierung der Grafschaft sich hoch zu entwickeln. Es gab auch eine große ökonomische und agrarkulturelle Entwicklung und neue Handelsfirmen wurden gegründet. Die größte territoriale Expansion Flanderns fand unter Dietrich statt.

## Familie
Seine erste Frau Swanhild hinterließ ihm eine Tochter:
- Laurette von Flandern († 1170 als Nonne)

⚭ I) vor 1139 Iwain († 1145), Graf von Aalst (Haus Gent)
⚭ II) 1150 (1152 annulliert) Heinrich II. († 1167), Graf von Limburg
⚭ III) 1152 Raoul I. († 1152) Graf von Vermandois (Haus Frankreich-Vermandois)
⚭ IV) 1152/59 (1163 annulliert) Heinrich der Blinde († 1196), Graf von Luxemburg (Haus Namur)
In zweiter Ehe heiratete Dietrich Sibylle von Anjou. Aus dieser Ehe gingen sieben Kinder hervor:
- Balduin († vor 1154)
- Philipp I. († 1191), Graf von Flandern,

⚭ I) Elisabeth, Gräfin von Vermandois († 1183) Tochter von Graf Raoul I.,
⚭ II) Teresa von Portugal († 1218), Tochter von König Alfonso I. von Portugal
- Matthäus von Elsass († 1173) ⚭ Gräfin Maria von Boulogne
- Margarete († 1194) 1191 Gräfin von Flandern

⚭ I) Raoul II., 1160 Graf von Vermandois († 1167) (Haus Frankreich-Vermandois)
⚭ II) Balduin V., Graf von Hennegau (Haus Flandern)
- Gertrude von Flandern († 1186),

⚭ I) vor 1155 (vor 1162 geschieden) Humbert von Savoyen
⚭ II) nach 1158 Hugues III. d’Oisy, Kastellan von Cambrai
- Mathilde († vor 1194) ab 1187 Äbtissin von Fontevrault
- Peter († 1176), ab 1167 Bischof von Cambrai, ⚭ Mathilde von Burgund († um 1219) Tochter von Raimond von Burgund